# Orfeusz i Eurydyka (Czesław Miłosz)
Orfeusz i Eurydyka – poemat Czesława Miłosza wydany w 2002 r. przez Wydawnictwo Literackie w Krakowie.
Utwór dedykowany jest pamięci drugiej żony poety Carol, która zmarła w szpitalu w San Francisco 15 sierpnia 2002 r. Pierwodruk ukazał się w „Tygodniku Powszechnym” (2002, nr 40, s. 16-18). Pięciojęzyczne wydanie książkowe, oprócz tekstu polskiego oryginału, zawiera tłumaczenia utworu na jęz. angielski, niemiecki, rosyjski i szwedzki:
- Orpheus and Eurydice, tł. Czesław Miłosz i Robert Haas
- Orpheus und Eurydike, tł. Doreen Daume
- Orfej i Èvridika, tł. Anatol Roitman
- Orfeus och Eurydike, tł. Anders Bodegård

Na stronie przytytułowej widnieje dedykacja: In memoriam Carol. Na okładce umieszczono fragment obrazu Tycjana Orfeusz i Eurydyka. 

Miłosz sięga do greckiego mitu o Orfeuszu, Eurydyce i Hermesie. W jednym z wywiadów poeta wyjaśniał: 

Pisałem ten utwór nocami, zamiast rozmyślać o śmierci żony. I przychodziły kolejne fragmenty, jakby bez mojej woli. (…) Ten utwór ma pewien klucz. Leciałem z Krakowa do San Francisco, wiedząc, że Carol umiera i że koniec jest nieunikniony; jedyne, o co chodziło, to żeby zdążyć do szpitala przed jej śmiercią. I właściwie ta podróż po Hadesie to jest moja podróż do San Francisco i wędrówka po szpitalu.

## Wydania polskie
- Kraków: Wydawnictwo Literackie, 2002
- Wiersze ostatnie, Kraków: Znak, 2006
- Wiersze wszystkie, Kraków: Znak, 2011, 2014

## Przekłady na języki obce
- Orfej I Evridika, „Nowa Polsza” 2002 nr 11
- Orphee et Eurydice, „Esprit” 2003, nr 6
- Orpheus and Eurydice, „The New Yorker” 2004, 17 May
- Det. Orfeus och Eurydike, Stockholm: Bromberg, 2004
- Drugi prostor, Beograd: Paideia 2007
- Vtoroje prostranstvo, Sankt-Petersburg: Azbooka, 2010

## Recenzje i omówienia
- Bernacki Marek, Sen Orfeusza. O intertekstualnych tropach poematu Cz. Miłosza "Orfeusz i Eurydyka", „Świat i Słowo” 2004, nr 2, s. 29-42.
- Jagodzińska-Kwiatkowska Joanna, Droga ku spełnieniu: inicjacyjne sensy poematu Czesława Miłosza „Orfeusz i Eurydyka”, „Archiwum Emigracji. Studia – Szkice – Dokumenty” 2011, z. 1–2,  s. 153-173.
- Kisiel Marian, Za nim na ścieżce nie było nikogo, „Nowe Książki” 2003, nr 4, s. 38.
- Kuczyńska-Koschany Katarzyna, Bez Eurydyki. Rilke, Herbert, Miłosz wobec mitu miłosnej żałoby, „Zeszyty Literackie”  2003, nr 83, s. 197-202.
- Legeżyńska Anna, Muzyka ziemska, muzyka ziemi, „Polonistyka” 2003, nr 5, s. 309-311.
- Myszkowski Krzysztof, Dwa światy, „Kwartalnik Artystyczny” 2002, nr 4, s. 8-13.
- O poemacie Czesława Miłosza „Orfeusz i Eurydyka”, „Zeszyty Literackie” 2003, nr 83, s. 203-208 (Ewa Bieńkowska, Przemysław  Dakowicz,  Bohdan  Paczowski, Adam Szczuciński).
- Olejniczak Józef, Eurydyka, Orfeusz, Miłosz, miłość, śmierć, poezja, „Świat i Słowo” 2006, nr 1, s. 173-190.
- Sawicka Elżbieta, Twarz Eurydyki, „Rzeczpospolita (Plus-Minus)” 2003, nr 27, s. D3.
- Sławińska Irena, Dar, „Kwartalnik Artystyczny” 2002, nr 4, s. 7.
- Stabryła Stanisław, Słowa przeciwko śmierci. Komentarz do poematu "Orfeusz i Eurydyka" Czesława Miłosza, „Nowy Filomata” 2014, nr 1, s. 56-63.
- Ślósarska Joanna, Śpiący Orfeusz. Kilka uwag o poemacie Czesława Miłosza „Orfeusz i Eurydyka”, „Acta Universitatis Lodziensis” 2006, z. 8, s. 279-295.
- Sztukiecka Grażyna, O pocieszeniu, jakie daje mit orficki, ”Świat i Słowo” 2004, nr 2, s. 43-56.
- Telicki Marcin, Miłosz, współczesny Orfeusz, opłakuje Eurydykę, „Polonistyka” 2011, nr 5, s. 49-53.
- Tomalak Barbara, Orfeusz i Eurydyka –  inny wymiar, „Świat i Słowo” 2006, nr 1, s. 191-214.
- Wata Anita, Poemat o utraconym człowieczeństwie..., „Anthropos ?” 2007, nr 8-9.
- Zaleski Marek, Zamiast, „Teksty Drugie” 2003, nr 5, s. 34-59.
- Zieliński Jan, Odejście Hermesa, „Tygodnik Powszechny” 2003, nr 7, s. 13.
- Żakiewicz Zbigniew, Poeta-Orfeusz, „Kwartalnik Artystyczny” 2002, nr 4, s. 14-17.